# 陳价 (嘉靖進士)
陳价（？年—？年），字维藩，河南汝宁府汝阳县人，民籍。明朝進士、官员。

## 生平
正德十一年（1516年）丙子科河南鄉試舉人，嘉靖五年（1526年）丙戌科第三甲第181名進士，授浙江秀水知县，士民为他建生祠。调阳曲县，擢户部主事，历户部郎中，贬青州府通判，升盐运司副使，告病归乡，不复出仕。